# Sinularia lochmodes
Sinularia lochmodes är en korallart som beskrevs av Kolonko 1926. Sinularia lochmodes ingår i släktet Sinularia och familjen läderkoraller. Inga underarter finns listade i Catalogue of Life.